# Strensko
Strensko je naselje v Občini Laško.